# Ricardo Watty Urquidi
Ricardo Watty Urquidi (San Diego, California, 16 de julio de 1938-Ciudad de México, 1 de noviembre de 2011) fue un obispo católico mexicano perteneciente a los Misioneros del Espíritu Santo. Ordenado sacerdote en 1968, fue nombrado obispo auxiliar de México en 1980 por el papa Juan Pablo II permaneciendo en este cargo hasta el 6 de noviembre de 1989 en que fue nombrado primer obispo de la Diócesis de Nuevo Laredo, permaneciendo en esta diócesis norteña hasta el 11 de abril de 2008 en que fue trasladado a la Diócesis de Tepic siendo obispo de la misma cuando falleció a la edad de 73 años.